# Pseudopoecilia
Genre
Le genre Pseudopoecilia regroupe plusieurs espèces de poissons de la famille des Poeciliidae.

## Liste des espèces
Selon Fishbase:
- Pseudopoecilia austrocolumbiana Radda, 1987
- Pseudopoecilia festae (Boulenger, 1898)
- Pseudopoecilia fria (Eigenmann & Henn, 1914)